# 忽然と客の消えるブティック
忽然と客の消えるブティック（こつぜんときゃくのきえるブティック）は、都市伝説の一つ。

## 都市伝説の例
とあるブティックの試着室に入った女性が、いつまで待っても出てこない。一緒に来た夫（あるいは恋人や友人）が店員に尋ねても、「そんな客は来なかった」と返されてしまい、結局行方不明になってしまう、というもの。
行方不明者のその後には、様々なバリエーションがある。
- 売春宿[2]、闇奴隷市場：だるま女[1][2][3]・中国奥地の達者につながる場合も[4]。
- 臓器売買：闇組織の関与が示唆される[2]。

いずれも海外旅行中の事件とされることが多い。これは、日本でこの都市伝説が広まった1980年代初頭に女性の大学進学率が向上し、後に海外旅行が急増しはじめた社会情勢とも関係していると考えられる。この都市伝説は、1969年にフランスで広まった「オルレアンの噂」と呼ばれる都市伝説の変形であるとも指摘され、フランスの都市伝説が、当時の日本人にとって身近なディテールに置き換えられて広まったものであると考えられる。なお1981年に新婚旅行先のローマのブティックの試着室で日本人花嫁が消えて、スペインの裏町で両手足を切断された状態で発見されたという噂を追跡した『週刊読売』が外務省に確認したところ、そのような事実はないとのことであった。

## オルレアンの噂
1969年5月中旬、フランスの都市オルレアンで、ブティックの試着室に入った若い女性が次々と行方不明になっているという噂が流れた。疑惑の対象として具体的に名指しされた店舗は6軒あり、いずれも繁盛している若い女性向けの店舗で、そのうち5件はユダヤ人が経営していた。行方不明になった女性は試着室で薬物を注射されてトリップしたまま、各ブティックを結んでいる地下通路へと運ばれ、中近東と南米へ売春婦として売られていったと噂された。誘拐された若い女性の人数は60人とされ、事件が報道されず、警察や行政も対応しないのは、新聞社や公権力がユダヤ人勢力によって買収されているためであるという噂も付随して広まった。
実際にはそんな事件は発生しておらず、分別ある大人たちの大多数は噂に対して否定的だったが、民衆の一部は噂を真に受けてユダヤ人に敵意を示すようになり、5月下旬には名指しされた6件のブティックが民衆に取り囲まれて暴動寸前の事態となる。「噂は事実ではない」という報道が行われるようになっても事態は収束しなかったが、6月に入って「デマは反ユダヤ主義者による陰謀である」という新聞報道が大々的になされるようになると、暴動を起こそうとした人々は、自らが反ユダヤ主義者であると非難されることを恐れて口をつぐむようになり、報道から10日ほどで事態は鎮静化に向かった。なお、噂の根底には反ユダヤ主義的な偏見があったにしろ、計画された陰謀の首謀者を暴くような論理的な証拠はなく、この新聞報道もまた根も葉もない対抗神話に過ぎなかったことも指摘されている。しかし噂の俎上に載った店主たちは決して反ユダヤ主義者たちが思い描くユダヤ人像に当てはまるような人物ではなく、また噂に扇動された人々も特にユダヤ人に偏見を抱くような人ばかりではなかったため、「反ユダヤ主義者によるデマ」というもっともらしい報道が広く受け入れられた。
一方、噂は各地に飛び火して、1970年代のパリ在住の日本人の間でも語り継がれていたという。パリへの旅行者を通じて、日本にも伝播していったものと見られる。やがて失踪するブティックもパリ中心だったものが、イタリアになったり、香港など東南アジアで失踪するというパターンが急増していった。
なお、人が忽然と消える話は日本の神隠しをはじめ、世界中に古来から存在する。特に「女性誘拐」というテーマの話は古くから好んで語り継がれてきた物語の類型であり、この噂もまたそうした類型が、物語の舞台をオルレアンの市民にとって馴染みの深い中世の地下通路や、ブティックの試着室というエロティックな空間へと置き換えられ、故郷から引き離される状況に薬物でトリップするというシチュエーションが重ねられて、悪役となる誘拐者の役に潜在的な反ユダヤ主義的な偏見が重ねられて誕生したものであると考えられている。この噂が人々を惹きつけたのは人々の根底にある性的なものへの好奇心と恐怖、まだ新興の商業形態であったブティックへの羨望や反感、ユダヤ人に対する差別感情などであろう。また、この噂以降、同じような都市伝説の舞台がブティックに限定されるようになったのは、この「オルレアンの噂」の影響であると考えられる。